# Chamaecrista virgata
Chamaecrista virgata là một loài thực vật có hoa trong họ Đậu. Loài này được (Sw.) Pollard miêu tả khoa học đầu tiên năm 1900.